# Byron Moreno
Byron Aldemar Moreno Ruales (23 de noviembre de 1969, Quito, Ecuador) es un exárbitro de fútbol y comentarista deportivo ecuatoriano. Arbitró profesionalmente desde enero de 1996 hasta el 9 de junio de 2003. Su primer partido internacional a nivel de clubes fue entre Minervén y Colo-Colo el 27 de marzo de 1997, partido válido por la fase de grupos de la Copa Libertadores. Además, en esa edición, llegaría a dirigir la final de ida entre los equipos Sporting Cristal y Cruzeiro. Es conocido por su polémico arbitraje entre Italia y Corea del Sur en el Mundial 2002, partido en el cual Corea del Sur ganó en el tiempo suplementario.
En septiembre de 2010 fue detenido en Nueva York por llevar seis kilogramos de heroína en su ropa interior. Además, el exárbitro evitó un cacheo en el aeropuerto de Guayaquil.

## Carrera profesional
Inició su carrera como árbitro en el campeonato ecuatoriano de fútbol. Reconocido por la severidad de su arbitraje, fue apodado como El Justiciero. Las numerosas tarjetas que distribuía lo hacían compararse con el argentino Javier Castrilli, apodado él mismo El Sheriff. Moreno creía que su interpretación de las reglas del juego lo acercaban a Horacio Elizondo. Durante la década de 1990 fue elegido para arbitrar dos ediciones consecutivas de la Copa América, 1997 (dirigió tres partidos, sacando un total de 14 tarjetas amarillas y cuatro rojas) y 1999, en esta última arbitró dos partidos de fase de grupos y la semifinal entre México y Brasil. Posteriormente también fue designado para el Campeonato Mundial Sub-17 de 1999, la Copa Confederaciones de 2001 y la eliminatorias sudamericanas para Corea-Japón 2002. 
Luego llegaría su gran momento, al ser designado como uno de los árbitros para la Copa Mundial de Fútbol de 2002, y además, se convertía en el segundo árbitro ecuatoriano de la historia en participar en un Mundial de Fútbol. Durante la fase de grupos del torneo, dirigió el partido del Grupo D entre Estados Unidos y Portugal, que ganarían los norteamericanos por 3-2, después, sería designado para el partido de octavos de final entre Corea del Sur e Italia, en donde la selección surcoreana avanzaría a los cuartos de final, con el Gol de oro anotado por Ahn Jung-hwan.

## Participación en la Copa Mundial de Fútbol de 2002

### Arbitraje en octavos de final

#### Italiavs.Corea del Sur
Durante el partido anuló un gol a Italia. Además expulsó a Francesco Totti por considerar que había fingido un penal. En la repetición se pudo observar que el delantero de la Roma fue derribado. Los jugadores italianos, hicieron fuertes declaraciones después del partido.
Las acusaciones realizadas por la delegación italiana no fueron confirmadas en la investigación de la FIFA, cuya conclusión fue que no se había detectado ninguna infracción deportiva, por lo que el partido fue declarado regular. Por otro lado, la prensa italiana criticó el arbitraje de Moreno, considerándolo injusto, y por otro, reprochó al equipo por haber desaprovechado varias oportunidades de gol.

## Polémicas
Moreno fue culpado por gran parte de la comunidad italiana, de la eliminación del equipo del Mundial, y un gran número de italianos, el jugador más notable Totti y el entrenador Giovanni Trapattoni, reclamaron una conspiración para eliminar a Italia de la competición. El propio Moreno reconoció tiempo más tarde que su arbitraje perjudicó al equipo italiano.
El diario deportivo italiano Corriere dello Sport, en su edición en papel del 29 de mayo de 2015, publicó una detallada investigación en la cual concluye que Corea del Sur fue beneficiada por los árbitros en sus duelos frente a Italia y España para poder avanzar hasta semifinales del Mundial 2002. Estas denuncias se produjeron en medio de un gigantesco escándalo de corrupción en el que estaban involucrados altos directivos de la FIFA.

### Sanciones deportivas
En septiembre de 2002, Moreno fue suspendido por veinte partidos e investigado por las Autoridades de Fútbol Ecuatorianas y la FIFA, después de su actuación en el partido entre Liga de Quito y Barcelona. En este encuentro cometió varios errores por el cual fue sancionado.
En los minutos finales del encuentro con el marcador de 3 a 2 en favor del Barcelona, Moreno señaló 6 minutos de prolongación pero el partido se extendió 7 minutos más, durante los cuales el club guayaquileño fue empatado en el minuto 53 del segundo tiempo y en el minuto 55 Liga de Quito anotaría el gol de la derrota para Barcelona con un marcador final de 4 a 3; Moreno también daría falsa información acerca de los minutos en los que Liga de Quito anotó sus dos últimos goles, pero las imágenes de Gama TV indican claramente minuto 51 y 54 del segundo tiempo. Liga de Quito y Barcelona pidieron que se abriese un expediente, los unos por la anulación del gol legítimo y los otros por el tiempo añadido exagerado. 
En mayo de 2003, en su tercer partido después de su suspensión, Moreno fue suspendido de nuevo, al haber mostrado tres tarjetas rojas al visitante Deportivo Quito en un 1-1 con el Deportivo Cuenca. Un mes después Moreno se retiraría del arbitraje profesional.

### Arresto por tráfico de drogas
En septiembre de 2010 fue detenido en el Aeropuerto Internacional John F. Kennedy de Nueva York con seis kilos de heroína adherida en su ropa interior. Le fue negada la fianza y debió esperar sentencia, arriesgándose a hasta 20 años de cárcel.
El 23 de septiembre de 2011 fue sentenciado a pasar 30 meses en prisión por tráfico de estupefacientes en una cárcel del Estado de Nueva York, Estados Unidos.

## Historial arbitral

### Copa Mundial de Fútbol Sub-17 de 1999
Malí 0:0 Alemania
12 de noviembre de 1999
Australia 2:1 (0:1) Alemania — cuarto árbitro
14 de noviembre de 1999
España 0:1 (0:1) México
16 de noviembre de 1999
Estados Unidos 2:2 (1:2) Australia
24 de noviembre de 1999

### Copa América 1999
Perú 3:2 (0:1) Japón
29 de junio de 1999
Japón 1:1 (0:0) Bolivia
5 de julio de 1999
México 0:2 (0:2) Brasil
14 de julio de 1999

### Eliminatorias de la CONMEBOL para la Copa Mundial de Fútbol de 2002
Perú 1:0 (0:0) Venezuela
16 de agosto del 2000
Perú 3:1 (2:1) Chile:
29 de marzo del 2001